# 仙姑村庙西土墩墓群
仙姑村庙西土墩墓群，位于江苏省常州市金坛市，是中华人民共和国江苏省文物保护单位之一。
2011年12月30日，授予江苏省文物保护单位，是一座古墓葬。